# Edward Rothe
Edward Rothe (* 11. August 1909 in Teplitz-Schönau; † 7. Dezember 1978 in Bergisch Gladbach) war ein deutscher Schauspieler und Regisseur.

## Leben
Edward Rothe absolvierte um 1930 herum das Wiener Max Reinhardt Seminar und arbeitete danach als Spielleiter in Bremen und Teplitz-Schönau, dort gemeinsam mit Leopold Ludwig, dem späteren langjährigen Generalmusikdirektor der Hamburgischen Staatsoper. Anschließend wirkte Rothe in Zürich und London. 1945 war er gemeinsam mit Hugh Carleton Greene maßgeblich am Aufbau des Nordwestdeutschen Rundfunks (NWDR) in Hamburg beteiligt. Neben Regiearbeiten an den Hamburger Kammerspielen inszenierte Rothe an Bühnen in Düsseldorf, Krefeld und Basel sowie am Wiener Theater in der Josefstadt.

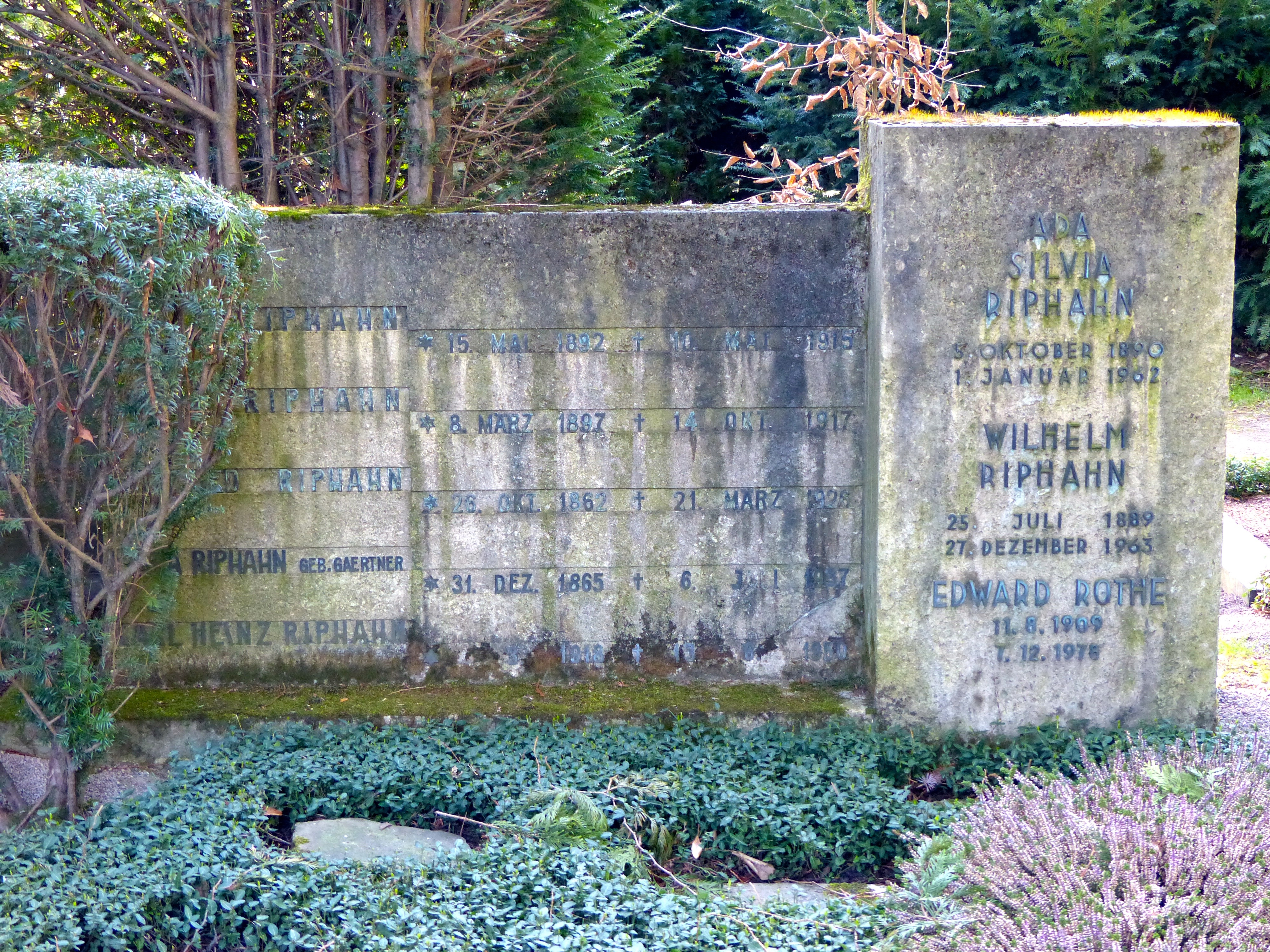
Grab der Familie Riphahn auf Friedhof Melaten

Ab 1950 arbeitete Edward Rothe auch umfangreich als Hörspielregisseur, seit Ende der 1950er Jahre überwiegend in Produktionen des Westdeutschen Rundfunks. In den 1960er Jahren führte Rothe darüber hinaus Fernsehregie, schrieb Drehbücher und stand bis Ende der 1970er Jahre gelegentlich als Schauspieler vor der Kamera, so unter anderem in dem Dreiteiler Der Strick um den Hals.
Edward Rothe war mit der Schauspielerin Marlene Riphahn verheiratet und lebte zuletzt in Bergisch Gladbach. 
Er wurde in der Grabstätte der Familie Riphahn auf dem Kölner Friedhof Melaten (Lit. V, zwischen Lit. E+F) beigesetzt.

## Filmografie

### Als Regisseur
- 1959: Peripherie
- 1960: Das Haus voller Rätsel
- 1960: Die Dame ist nicht fürs Feuer
- 1961: Auf der Suche nach Glück
- 1961: Heute Nacht in Samarkand
- 1961: Mary Rose
- 1961: Das Kartenspiel
- 1962: Heroische Komödie
- 1963: Im Schatten des Krieges
- 1963: Mein Bruder Alf
- 1963: Die Eisenbahn
- 1963: Der Fall Sacco und Vanzetti
- 1963: Die Party
- 1964: Ein Mann ist soeben erschossen worden
- 1965: Der Spielverderber – Das kurze, verstörte Leben des Kaspar Hauser
- 1967: Der Kreidegarten
- 1967: Der Tod eines Mitbürgers
- 1967: Der Auswanderer
- 1968: Tod für bunte Laternen

### Als Schauspieler
- 1964: Professor Bernhardi
- 1967: Dieser Mann und Deutschland
- 1969: Fink und Fliederbusch
- 1970: Das weite Land
- 1975: Der Strick um den Hals
- 1977: Der Weilburger Kadettenmord
- 1977: In freier Landschaft
- 1978: Feuerwasser

### Als Autor
- 1959: Peripherie
- 1962: Heroische Komödie

## Hörspiele

### Als Regisseur (Auswahl)
- 1950: Romeo und Julia – Autor: William Shakespeare
- 1951: Hiob – Autor: Joseph Roth
- 1951: Major Barbara – Autor: George Bernard Shaw
- 1953: Die Straße nach Cavarcere – Autor: Harald Zusanek
- 1955: Atome für Millionen – Autor: Werner Baecker
- 1957: Die Rechnung ohne den Wirt – Autor: James Mallahan Cain
- 1958: In einem anderen Land – Autor: Ernest Hemingway
- 1958: Die kleine Meerjungfrau – Autor: Hans Christian Andersen
- 1959: Das Haus auf dem Hügel – Autoren: Milo Dor und Reinhard Federmann
- 1959: Gespenst abzugsfähig – Autor: Wolfgang Altendorf
- 1960: Der Drachenkopf – Autorin: Dorothy L. Sayers
- 1960: Der Tanz aus der Reihe – Autor: Wolfgang Ebert
- 1961: Der Herr Bezirksrichter – Autor: Josef Martin Bauer
- 1962: Eine ganz gewöhnliche Geschichte, die sich in Petersburg ereignete – Autor: Fjodor Dostojewski
- 1962: Wie er ihren Mann belog – Autor: George Bernard Shaw
- 1963: Das Dilemma – Autor: Djordje Lebovic
- 1963: Flucht in die Neujahrsnacht – Autor: Michal Tonecki
- 1965: Bajar und der Wunderkrug – Autor: Karl-Heinz Schröter
- 1966: Aus der alten Heimat – Autor: Isaac Loeb-Peretz
- 1966: Weiße Westen – Autor: Klaus Collier
- 1968: Der Fürst – Autor: Jacob Zilber
- 1968: Narren des Glücks – Autor: O. Henry
- 1969: Das Telefongespräch – Autor: J. Michael Yates
- 1969: Der Onkel aus Ohio – Autor: Karel Nesvara
- 1970: Einzelzimmer – Autor: Karol Sidon
- 1970: Die Carlton-Komödie – Autor: Peter Karvaš
- 1971: Eine Liebe ist der andern wert – Autor: Donald Howarth
- 1972: Methode 3 – Autor: Rex Stout
- 1972: Ein schöner Sommertag – Autor: Alain Franck
- 1973: Der Anruf in der Nacht – Autor: Louis C. Thomas
- 1975: Arthur Crook auf Umwegen – Autor: Anthony Gilbert
- 1977: Im Schatten der Saftriesen – Autor: Colin Free
- 1978: Das schwedische Zündholz – Autor: Anton Tschechow
- 1978: Tod in Alicante – Autor: James Follet

### Als Sprecher
- 1957: Die Gesetzlosen von Algerien – Regie: Otto Kurth
- 1958: In einem anderen Land
- 1959: Pimpanell – Regie: Ludwig Cremer
- 1962: Phineas Taylor Barnum – ein Manager vor 150 Jahren (5. Teil) – Regie: Hermann Pfeiffer
- 1969: Die schwierige Aufgabe – Regie: Otto Kurth
- 1971: Englischstunde – Regie: Otto Düben
- 1971: Heim zu Beulah – Regie: Hermann Naber
- 1973: Haben Sie Hitler gesehen? – Regie: Hans Gerd Krogmann
- 1974: Mehr oder weniger kurz vor dem Tode – Regie: Klaus Mehrländer